# Afrikanska mästerskapen i fäktning 2013
Afrikanska mästerskapen i fäktning 2013 arrangerades mellan den 25 och 29 juni 2013 i Kapstaden i Sydafrika. Det var den 13:e upplagan av afrikanska mästerskapen i fäktning.

## Medaljörer

### Herrar
| Gren                  | Guld                                                                   | Silver                                                          | Brons                                                                        |
| Värja, individuellt   | Khaled Buhdeima                                                        | Ahmed Nabil                                                     | Ayman Alaa El-Din                                                            |
| Värja, individuellt   | Khaled Buhdeima                                                        | Ahmed Nabil                                                     | Abdel-Karim El Haouari                                                       |
| Värja, lag            | Egypten Ahmed El-Saghir Ayman Alaa El-Din Mahmoud Mohsen Ahmed Nabil   | Marocko Abdel-Karim El Haouari Marouane Khalil Aissam Rami      | Sydafrika Willem Akkerhuys Dreyer Given Maduma Jarryd New Mike Wood          |
| Florett, individuellt | Mohamed Ayoub Ferjani                                                  | Mohamed Essam                                                   | Tarek Fouad                                                                  |
| Florett, individuellt | Mohamed Ayoub Ferjani                                                  | Mohamed Essam                                                   | Mohamed Samandi                                                              |
| Florett, lag          | Egypten Alaaeldin Abouelkassem Tarek Fouad Mohamed Essam Hazem Khazbak | Tunisien Heythem Bessaoud Mohamed Ayoub Ferjani Mohamed Samandi | Sydafrika Michael Erasmus Landon McClure Jarryd New Jacques Viljoen          |
| Sabel, individuellt   | Hichem Samandi                                                         | Ahmed Amr                                                       | Ziad El-Sissy                                                                |
| Sabel, individuellt   | Hichem Samandi                                                         | Ahmed Amr                                                       | Ibrahima Keïta                                                               |
| Sabel, lag            | Egypten Aly Adel Ahmed Amr Ziad El-Sissy                               | Tunisien Amine Akkari Hichem Samandi Ridha Zdiri                | Senegal Amadou Moustapha Diagne Ibrahima Keïta Mamadou Keïta Mouhamadou Sall |

### Damer
| Gren                  | Guld                                                        | Silver                                                                       | Brons                                                                    |
| Värja, individuellt   | Sarra Besbes                                                | Ayah Mahdy                                                                   | Juliana Barrett                                                          |
| Värja, individuellt   | Sarra Besbes                                                | Ayah Mahdy                                                                   | Inès Boubakri                                                            |
| Värja, lag            | Tunisien Sarra Besbes Inès Boubakri Maya Mansouri           | Sydafrika Juliana Barrett Tamryn Carfoot Daniella Klonarides Giselle Vicatos | Egypten Nada Ashraf Bassant Dinar Ayah Mahdy                             |
| Florett, individuellt | Inès Boubakri                                               | Iman Shaban                                                                  | Anissa Khelfaoui                                                         |
| Florett, individuellt | Inès Boubakri                                               | Iman Shaban                                                                  | Noha Wasfy                                                               |
| Florett, lag          | Tunisien Sarra Besbes Inès Boubakri Haïfa Jabri             | Egypten Rana El-Husseiny Amena Nour Iman Shaban Noha Wasfy                   | Senegal Ndeye Binta Diongue Mame Awa Ndao Salimata Sabaly Aminata Sabaly |
| Sabel, individuellt   | Azza Besbes                                                 | Mennatalla Ahmed Yasser                                                      | Mame Awa Ndao                                                            |
| Sabel, individuellt   | Azza Besbes                                                 | Mennatalla Ahmed Yasser                                                      | Maryam El-Sawy                                                           |
| Sabel, lag            | Tunisien Azza Besbes Héla Besbes Sarra Besbes Inès Boubakri | Egypten Mennatalla Ahmed Yasser Maryam El-Sawy Iman Shaban                   | Sydafrika Keena Fourie Alison MacLachlan Hananja Steyn Elvira Wood       |

## Medaljtabell
*   Värdland ( Sydafrika)
| Nr                  | Nation              | Guld | Silver | Brons | Totalt |
| ------------------- | ------------------- | ---- | ------ | ----- | ------ |
| 1                   | Tunisien            | 8    | 2      | 2     | 12     |
| 2                   | Egypten             | 3    | 8      | 6     | 17     |
| 3                   | Libyen              | 1    | 0      | 0     | 1      |
| 4                   | Sydafrika*          | 0    | 1      | 4     | 5      |
| 5                   | Marocko             | 0    | 1      | 1     | 2      |
| 6                   | Senegal             | 0    | 0      | 4     | 4      |
| 7                   | Algeriet            | 0    | 0      | 1     | 1      |
| Totalt (7 nationer) | Totalt (7 nationer) | 12   | 12     | 18    | 42     |